# Будинок технологій у Гданську
Будинок технологій в Гданську, Будинок техніки у Гданську (пол. Dom Technika w Gdańsku) — модерністська архітектурна споруда, розташована в центральній частині міста Гданськ (вул. Райська, 6), що виконує функцію резиденції Вищої технічної організації - Федерація науково-технічних асоціацій (NOT — Naczelna Organizacja Techniczna).
У період 1974–1986 років головна зала цієї будівлі слугувала основним майданчиком для проведення Гданського фестивалю художніх фільмів, який у 1980-х роках було перенесено до Ґдині.

## Архітектурна характеристика
Будівництво Будинку техніки велося протягом 1969–1974 років за проектом архітекторів Щепана Баума (Szczepan Baum) та Данути Олендської (Danuta Olędzka). Первісно планувалося звести споруду на вулиці Венгловий Тарг, однак остаточне розміщення було змінено. Фінансування проекту здійснювалося за рахунок внесків громадського (соціального) комітету.
Будівля має чотири поверхи, прямокутне планування, з відступом першого поверху відносно верхніх ярусів. На фасаді — характерні горизонтальні вікна, північна стіна виконана як глуха. Інтер'єри оформлено з використанням типових для модернізму матеріалів: каменю, дерева та терацо. Оздоблення включає декоративні елементи у вигляді керамічної мозаїки та барельєфів.
Загальний об’єм будівлі становить 33 430 м³. Головна конференц-зала, що з моменту створення вміщувала 450 осіб, була модернізована у 2012 році та наразі розрахована на 500 місць.
Будинок технологій також включає бібліотеку, вісім конференц-залів, ресторан та кафе.

## Культурне значення
Окрім функціонального значення як науково-технічного центру, Будинок техніки відіграє роль важливого осередку культурного життя Гданська. Завдяки історичній ролі у проведенні фестивалю художніх фільмів, а також своїй архітектурній виразності, споруда включена до муніципального реєстру пам’яток архітектури.